# ویلیام بل (بازیکن فوتبال، زاده ۱۹۰۵)
ویلیام بل (انگلیسی: William Bell; ۱۷ مارس ۱۹۰۵ – ۱۹۳۷ (۳۱−۳۲ سال)) بازیکن فوتبال بود.
از باشگاه‌هایی که در آن بازی کرده‌است می‌توان به باشگاه فوتبال بلیث اسپارتانس و باشگاه فوتبال گریمزبی تاون اشاره کرد.